# ゼンジー北京
ゼンジー北京（ゼンジー ペキン、本名 渡辺重信、1940年〈昭和15年〉1月3日 - ）は、広島県呉市出身のタレント、手品師である。和光プロダクション所属。
お笑いマジックのパイオニアとして、コミカルなトークと手品を融合させ、独自のエンターテインメントを築き上げました

## 人物・略歴
広島県呉市生まれ。4歳の時、大阪府三島郡（現在の摂津市）へ転居。大阪府立春日丘高等学校を卒業後、1958年にデパートのマジック売り場で、ディーラー兼実演販売をしていたゼンジー中村に弟子入りし、「魔法のグループ」で後見で初舞台。1963年に独立し、新花月を皮切りに角座に出演。デビュー当初は本名にちなんだ「ゼンジー渡辺」の芸名で活動。
当時のマジックは喋らずにBGMを流し、黙々とやるのが主流だった。それで周りとの差別化を図るため喋りを始めたが、元々人前に立つと緊張のあまり声が出なくなる程の極度のあがり症で、新人時代はまともに舞台をこなせず苦労した。たまたま事務所の隣が中国料理店で、そこの店員の喋り方を真似て、チャイナ服を着て「～アルヨ」といった独特の言い回し（協和語や横浜ピジン日本語に似る）を用いる中国人をイメージした芸風を編み出し、コミカルマジックと合わせ人気を博した。「タネモシカケモ、チョトアルヨ」「ヨークミテ、チョウダイ」などの怪しげな語り口は、この会話手法を取り入れて別の人格で舞台で演じていると意識することにより、あがり症を克服したものだった。出身地が広島ということに引っかけた看板ギャグ「ワタシ中国ハ広島ノウマレアルヨ!」は、出身地の広島と広島のある中国地方に中華人民共和国（中国）を引っかけたもの。喋りながらマジックをするコミックマジックの第一人者である。最初はすぐにタネがバレるような稚拙なマジックで笑いを取るが、ショーの終盤では必ず高度なマジックを披露して締めるのが定番。持ちネタは200種類。ラーメンどんぶりを抱えて前転し、こぼさないというのが鉄板のネタである。
1984年9月には、フジテレビ系『花王名人劇場』の企画で芸名縁の地である中華人民共和国の北京にて公演。同年、第13回上方お笑い大賞にて金賞受賞。翌1985年には大阪サンケイホールに於いて芸能生活25周年の記念公演。
近年は、子供に見せるための手品集を出版する他、多方面で活躍。弟子にゼンジー・一億、北京一・京二らがいる。
2004年、第39回大阪市市民表彰にて文化功労部門を受賞。
2007年8月、心筋梗塞により意識不明となり緊急入院。三日三晩意識が戻らず、「生存率2%」と言われた状態から奇跡的に回復し退院。同年12月、ワッハ上方で「復活祭」ライブを行った。
2008年8月、日本奇術協会関西支部の初代支部長に就任。
2021年10月26日、第24回上方演芸の殿堂入り名人に選定。手品師の受賞は初めて。

## 音楽作品
- ああ豚（1973年発売）

## テレビ・ラジオ出演
- 必殺必中仕事屋稼業 第21話「飛び入りで勝負」（1975年、ABC / 松竹） - 香具師
- ご存知!女ねずみ小僧 第31話「恋占南蛮歌留多」（1977年、フジテレビ　/ C.A.L） - 奇術師 役
- ラジオわろうてい（2016年10月30日・11月6日、ABCラジオ）

## CM
- 大日本除虫菊「金鳥サッサ・レンジ用」(1992年)

## 著作
- ゼンジー北京のマジック―子どもに見せる手品集（1993年、ひかりのくに）ISBN 4564600524